# Ekonomika Myanmaru
Ekonomika Myanmaru (známý také jako Barma) je rozvíjející se ekonomika, která měla v roce 2017 nominální HDP 69,322 miliardy USD a odhadované HDP 327,629 miliardy USD upravené podle kupní síly v roce 2017 podle Světové banky.

## Historie

### Klasická éra
Od roku 100 před naším letopočtem ležela Barma na hlavní obchodní cestě mezi Indií a Čínou. Monské království nacházející se v dolní Barmě sloužilo jako důležité obchodní centrum v Bengálském zálivu .
Michael Adas, Ian Brown a další ekonomičtí historici Barmy tvrdí, že ekonomika v Barmě byla v podstatě existenční ekonomií s velkou částí obyvatel zapojených do produkce rýže a jiných forem zemědělství. Barma také postrádala formální měnový systém až do vlády krále Mindona Mina v polovině 19. století.
Veškerá půda byla technicky vlastněna panovníkem. Také vývoz společně s ropnými vrty, těžbou drahokamů a produkcí teaku byl řízen panovníkem. Barma byla vysoce důležitá pro obchodu v Indickém oceánu. Již zmiňovaný teak byl velmi ceněný pro export, používal se v evropském stavitelství, díky jeho odolnosti a byl hlavní surovinou barmského vývozu od 17. do 18. století.

### Britská Barma (1885–1948)
Poté, co byla Barma dobyta Brity, stala se po Filipínách druhou nejbohatší zemí v jihovýchodní Asii. Také byla největším světovým vývozcem rýže. Během britské nadvlády dodávala Barma ropu prostřednictvím Burmah Oil Company. Tato společnost utrpěla v období Velké hospodářské krize ve 30. letech. Barma trpěla, stejně jako ostatní země v tomto regionu, poklesem celkové úrovně globálního obchodu. Měla také rozsáhlé bohatství přírodních a pracovních zdrojů. Produkovala až 75 % teaku a měla vysoce gramotnou populaci. Věřilo se, že země je na dobré cestě k rozvoji.

### Po roce 1948
Poté, co byla v roce 1948 vytvořena parlamentní vláda, předseda vlády U Nu zahájil politiku znárodnění. Pokusil se z Barmy učinit sociální stát přijetím centrálního plánovaní. Do padesátých let klesl vývoz rýže o dvě třetiny a vývoz minerálů o více než 96 %. Plány byly realizovány při zakládání lehkého spotřebitelského průmyslu soukromým sektorem. Po barmském puči v roce 1962 následoval ekonomický systém zvaný „Barmská cesta k socialismu“. Šlo o plán znárodnění všech průmyslových odvětví s výjimkou zemědělství. Tento katastrofický program proměnil Barmu v jednu z nejchudších zemí světa.  Barma v roce 1987 dostala od Spojených států status nejméně rozvinuté země, což ještě víc zdůraznilo její ekonomický bankrot.

### Vojenská vláda (1988–2011)
Po roce 1988 režim ustoupil od totalitního socialismu. Umožňoval skromnou expanzi soukromého sektoru, určité zahraniční investice a přijímal tolik potřebné devizy. Tato ekonomika byla v roce 2009 hodnocena společně se Severní Koreou jako nejméně svobodná v Asii. Všechny základní tržní instituce byly potlačeny. Soukromé podniky byly často spoluvlastněny nebo nepřímo vlastněny státem. Organizace Transparency International ve svém indexu vnímání korupce z roku 2007 zařadila Barmu mezi nejvíce zkorumpované země na světě.
Národní měnou je kyat. Barma má v současné době duální směnný systém podobný Kubě. Tržní sazba byla zhruba dvěstěkrát nižší než sazba stanovená vládou v roce 2006. V roce 2011 požádala barmská vláda mezinárodní měnový fond o pomoc s vyhodnocením možnosti reformy současného systému směnných kurzů, což by přispělo ke stabilizaci domácího trhu při obchodování s devizami a k vytváření hospodářských narušení. Systém duálního směnného kurzu umožňuje vládě a státním podnikům odklonit prostředky a příjmy, ale také dává vládě větší kontrolu nad místní ekonomikou a dočasně potlačuje inflaci.
Průměrná inflace činila mezi lety 2005 a 2007 30,1 %. V dubnu 2007 uspořádala Národní liga pro demokracii dvoudenní seminář o ekonomice. Workshop dospěl k závěru, že raketově stoupající inflace brání ekonomickému růstu. „Ceny základních komodit se zvýšily z 30 % na 60 % od doby, kdy vojenský režim v dubnu 2006 podpořil zvýšení platů státních zaměstnanců,“ uvedla Soe Win, moderátorka semináře. „Inflace také souvisí s korupcí.“ Myint Thein, mluvčí NLD, dodal: „Inflace je kritickým zdrojem současné ekonomické krize.“ 
V posledních letech se Čína a Indie pokoušely vzájemně posilovat vztahy s Myanmarem. Evropská unie a některé národy včetně Spojených států a Kanady uvalily na Barmu investiční a obchodní sankce. USA zakázaly veškerý dovoz z Barmy, ačkoli toto omezení bylo od té doby zrušeno. Zahraniční investice pocházejí především z Čínské lidové republiky, Singapuru, Jižní Koreje, Indie a Thajska.

### Ekonomická liberalizace (2011 – současnost)
V roce 2011, kdy se k moci dostala vláda nového prezidenta Theina Seina, zahájila Barma hlavní politiku reforem, včetně boje proti korupci, regulace směnných kurzů, zákonů o zahraničních investicích a daní. Zahraniční investice vzrostly z 300 milionů USD v letech 2009–10 na 20 miliard USD v letech 2010–11, tedy přibližně o 6567 %. Velký příliv kapitálu měl za následek silnější barmskou měnu, hodnota kyatu vzrostla asi o 25 %. V reakci na to vláda uvolnila dovozní omezení a zrušila vývozní daně. Navzdory měnovým problémům se očekávalo, že barmská ekonomika v roce 2011 poroste přibližně o 8,8 %. Po dokončení hlubokomořského přístavu Dawei v hodnotě 58 miliard dolarů se očekává, že Barma bude hlavním článkem obchodně spojujícím jihovýchodní Asii a Jihočínské moře přes Andamanské moře s Indickým oceánem a bude přijímat zboží ze zemí na Středním východě, v Evropě a Africe a urychlí se růst v regionu ASEAN.
V roce 2012 začala banka Asian Development Bank (ADB) formálně znovu spolupracovat s touto zemí za účelem financování infrastruktury a rozvojových projektů v zemi. Půjčka ve výši 512 milionů USD byla první, kterou ADB vydala Myanmaru za 30 let a byla zaměřena na bankovní služby, což nakonec vedlo k dalším významným investicím do silničních, energetických, zavlažovacích a vzdělávacích projektů.
V březnu 2012 se objevil návrh zákona o zahraničních investicích, první za více než 2 desetiletí. Tento zákon měl dohlížet na bezprecedentní liberalizaci ekonomiky. Stanovoval například, že cizinci už nepotřebují místního partnera zahájení podnikání v zemi a mohou si legálně pronajímat pozemky. Tento návrh zákona rovněž stanovoval, že barmští občané musí tvořit nejméně 25 % kvalifikované pracovní síly firmy a při následném školení až 50-75 %.
Dne 28. ledna 2013 oznámila vláda Myanmaru dohodu s mezinárodními věřiteli o zrušení nebo refinancování jejího dluhu ve výši téměř 6 miliard USD, což bylo téměř 60 % z toho, co dlužila zahraničním věřitelům. Japonsko odepsalo 3 miliardy USD, státy Pařížského klubu odepsaly 2,2 miliardy USD a Norsko odepsalo 534 milionů USD.
Přímé zahraniční investice Maynmaru se od reformy neustále zvyšovaly. Země schválila investiční projekty v hodnotě 4,4 miliardy USD v období od ledna do listopadu 2014.
Podle zprávy vydané institutem McKinsey Global dne 30. května 2013 vypadala budoucnost Barmy jasně a její ekonomika se měla do roku 2030 zčtyřnásobit, pokud bude investovat do více technologicky vyspělých odvětví. Avšak za předpokladu, že další faktory (například obchod s drogami, pokračující válka vlády s konkrétními etnickými skupinami atd.) nebudou zasahovat.
V říjnu 2017 mělo bankovní účet méně než 10 % lidí z barmské populace. V letech 2016-2017 mělo přibližně 98 % populace chytré telefony a mobilní schémata byla implementována bez použití bank, podobně jako v afrických zemích. 
Pro rok 2018 byl odhad HDP v Myanmaru na obyvatele 6509 USD v paritě kupní síly a 1409 USD v nominálním vyjádření.

## Průmysl
Hlavní zemědělskou plodinou je rýže, která pokrývá přibližně 60 % celkové plochy obdělávané půdy. Podle hmotnosti představuje rýže 97 % celkové produkce obilovin v zemi. Díky spolupráci s Mezinárodním institutem pro výzkum rýže (IRRI) bylo v letech 1966 až 1997 v zemi vypěstováno 52 moderních odrůd rýže, což pomohlo zvýšit národní produkci rýže na 14 milionů tun v roce 1987 a na 19 milionů tun v roce 1996. Do roku 1988 byly moderní odrůdy rýže zasety na polovině rýžových polí v zemi, včetně 98 % zavlažovaných oblastí.  V roce 2011 činila celková produkce mleté rýže v Myanmaru 10,6 milionu tun. To představuje nárůst oproti 1,8 % v roce 2010.
Zákaz opia v severní Barmě ukončil stoletou tradici pěstování máku. V důsledku zákazu opustilo v roce 2002 oblast Kokang 20 000 až 30 000 bývalých pěstitelů máku.
Kaučukové plantáže se nachází v oblastech s vysokou nadmořskou výškou jako je Mong Mao. Plantáže, na kterých se pěstuje cukrová třtina, jsou naopak v nížinách - například okres Mong Pawk.
Nedostatek vzdělaných pracovních sil, které jsou kvalifikované v moderních technologiích, přispívá k rostoucím problémům zdejší ekonomiky.
V poslední době[kdy?] chybí zemi odpovídající infrastruktura. Zboží se přepravuje převážně přes thajské a čínské hranice a hlavní přístav v Yankounu.
Železnice jsou zastaralé a pocházejí z konce devatenáctého století. Od té doby došlo jen k několika opravám. V současné době poskytuje Myanmaru pomoc při modernizaci železniční dopravy Čína a Japonsko. Dálnice jsou obvykle zpevněné, výjimku tvoří odlehlé pohraniční regiony. Nedostatek energie je běžný v celé zemi včetně Yankounu. Asi 30 procent obyvatel země je bez elektřiny, přičemž 70 procent lidí žije ve venkovských oblastech. Civilní vláda uvedla, že k uspokojení poptávky po elektřině bude dovážena ze sousedního Laosu.
Mezi další průmyslová odvětví patří zemědělský průmysl, textilní průmysl, dřevozpracující průmysl, těžební průmysl (drahokamy, kovy, ropa a zemní plyn). Vyrábí se zde i stavební materiály.
Soukromý sektor dominuje v zemědělství, lehkém průmyslu a dopravě, zatímco vláda kontroluje energetický, těžký a vojenský průmysl.

### Výroba oděvů
Oděvní průmysl představuje velký počet pracovních pozic v oblasti Yangonu. V polovině roku 2015 v něm bylo zaměstnáno celkem přibližně 200 000 pracovníků. Myanmarská vláda zavedla od března 2018 pro oděvní pracovníky minimální mzdu 4 800 MMK (3,18 USD) denně.
Myanmarský oděvní průmysl zaznamenal významný příliv přímých zahraničních investic z pohledu počtu vstupů než jejich hodnotou. V březnu 2012 oznámilo šest největších thajských výrobců oděvů, že přesunou výrobu do Barmy, hlavně do oblasti Rangúnu kvůli nižším mzdovým nákladům. V polovině roku 2015 bylo známo, že přibližně 55 % oficiálně registrovaných oděvních firem v Myanmaru je plně nebo částečně vlastněno zahraničními podniky, přičemž přibližně 25 % zahraničních firem pochází z Číny a 17 % z Hongkongu. Podniky se zahraniční účastí se podílejí na téměř celém vývozu oděvů a v posledních letech[kdy?] se tento podíl rychle zvýšil, zejména po zrušení sankcí EU v roce 2012. Myanmar v roce 2016 vyvezl oděv a textil v hodnotě 1,6 miliardy dolarů.

### Obchod s drogami

Mapa světa hlavních světových producentů opia nebo heroinu. Na této mapě je přesně vyznačen region Zlatý trojúhelník, jehož je Barma součástí.

Myanmar je největším producentem metamfetaminů na světě, přičemž většina ya ba (= známé také jako yama; tablety obsahující směs metamfetaminu a kofeinu) nalezených v Thajsku se vyrábí v Barmě, zejména ve státě Zlatý trojúhelník a v severovýchodním Šanu, který hraničí s Thajskem, Laosem a Čínou. Barmská Ya ba je obvykle přepravována do Thajska přes Laos, než je přepravena přes severovýchodní thajskou oblast Isán . 
V roce 2010 Barma obchodovala s 1 miliardou tablet se sousedním Thajskem. V roce 2009 čínské úřady zabavily více než 40 milionů tablet, nelegálně dovezených z Barmy. Většinu této produkce mají na starosti etnické milice a povstalecké skupiny (zejména  politická organizace the United Wa State Party) a předpokládá se, že barmské vojenské jednotky jsou silně zapojeny do obchodování s drogami. 
Po Afghánistánu je Barma druhým největším dodavatelem opia na světě. 95 % opia se pěstuje ve státě Šan.  Nelegální narkotika každoročně tvoří 1 až 2 miliardy USD v exportu. Odhaduje se, že 40 % deviz v zemi pochází z obchodu s drogami. Úsilí o vymýcení pěstování opia přimělo mnoho etnických povstaleckých skupin, včetně organizace the United Wa State a Kokangu, k diverzifikaci výroby metamfetaminu.
Před rokem 1980 byl heroin obvykle přepravován z Barmy do Thajska, poté se s ním obchodovalo na moři během cesty do Hongkongu, který byl a stále zůstává hlavním tranzitním bodem, kterým heroin vstupuje na mezinárodní trh. 
Význam hlavních obchodníků s drogami jim umožnil proniknout do dalších odvětví barmské ekonomiky - například do bankovnictví, leteckých společností, hotelnictví či infrastruktury. Jejich investice do infrastruktury jim umožnila vydělat více, usnadnit obchodování s drogami a praní špinavých peněz. Podíl neformální ekonomiky v Myanmaru je jedním z největších na světě. Silně přispívá k nelegálnímu obchodu s drogami.

### Ropa a plyn

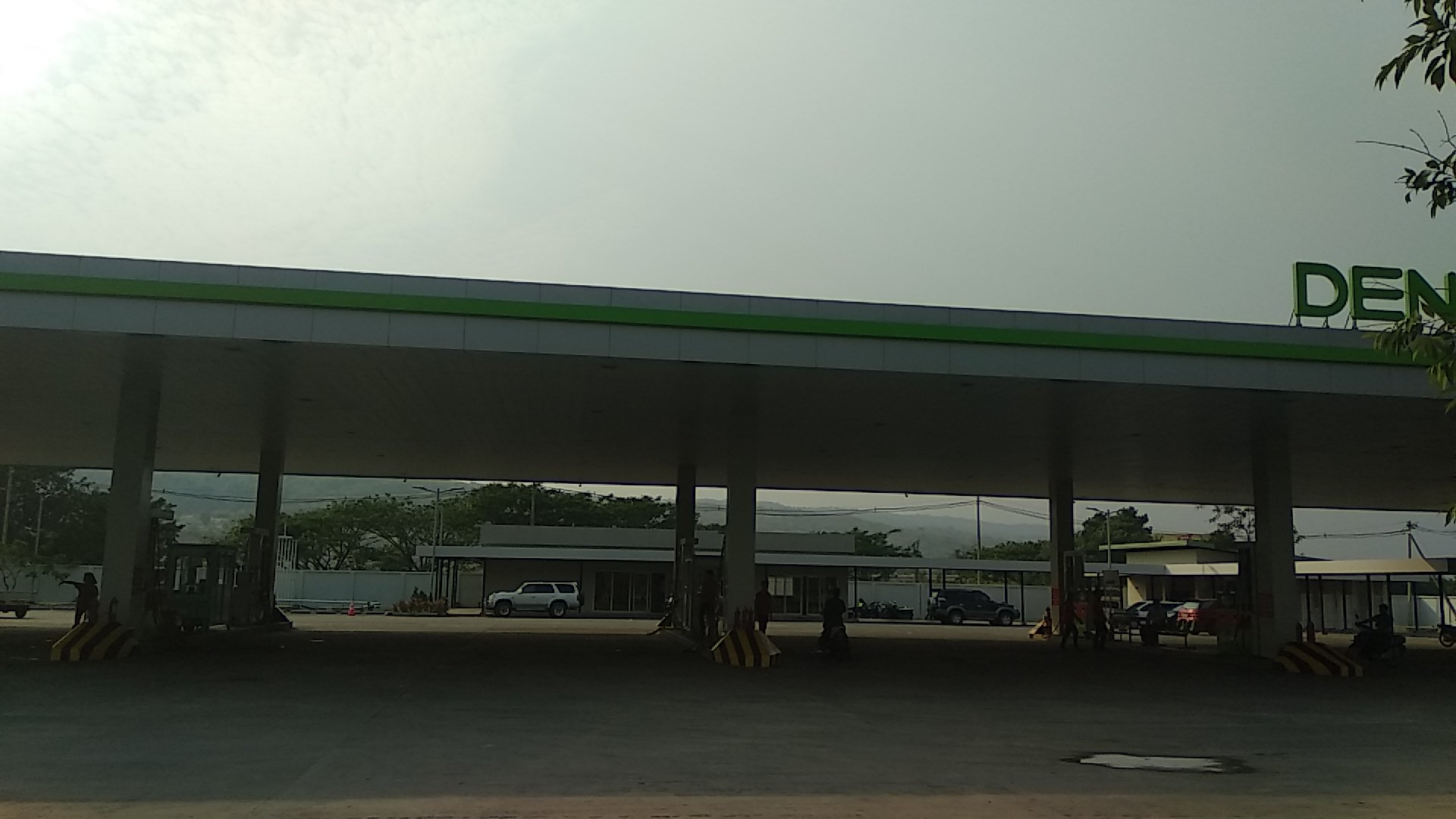
Čerpací stanice v Neipyijto

V Barmě působí národní ropná a plynárenská společnost MOGE (Myanma Oil and Gas Enterprise), která je jediným provozovatelem průzkumu a těžby ropy a zemního plynu. 
Projekt Yadana je projektem k těžbě plynového pole Yadana v Andamanském moři a k přepravě zemního plynu do Thajska přes Myanmar.
Sino-Barma je projekt plánovaných ropovodů a plynovodů spojující myanmarský hlubokomořský přístav Kyaukphyu (Sittwe) v Bengálském zálivu s Kunming v čínské provincii Yunnan.
Ve fiskálním roce do března 2012 Myanmar vyvážel plyn v hodnotě 3,5 miliard USD, převážně do Thajska.
Dne 18. ledna 2013 bylo vydáno zahájení dražení licencí na průzkum ropy u 18 ropných bloků Myanmaru na pevnině.

### Obnovitelná energie
Myanmar má bohatý solární a vodní potenciál. Technický potenciál solární energie v zemi je nejvyšší mezi okolními národy. Ostatní obnovitelné zdroje - větrná energie, bioplyn a biomasa - mají omezený potenciál a rozvíjejí se pomalu.

### Drahokamy
Značnou část ekonomiky tvoří prodej drahých kamenů. Nalezneme zde safíry, perly, nefrity či rubíny. Právě z rubínů pocházejí největší výdělky. 90 % světových rubínů pochází právě odsud. Thajsko kupuje většinu drahokamů z Maynmaru. Barmské „údolí rubínů“, hornatá oblast Mogoku 200 km severně od Mandalay, je známé svými vzácnými holubími krvavými rubíny a modrými safíry.
Myanmar je známý svou produkcí zlatých jižních mořských perel. V posledních letech[kdy?] země dražila svou produkci na aukci v Hongkongu, kterou společnost Belperl poprvé uspořádala v roce 2013, a to díky ohlasu kritiků a prémiovým cenám kvůli silné čínské poptávce. Pozoruhodné perly zahrnují New Dawn of Myanmar, 19mm kulatou zlatou perlu, která byla prodána anonymnímu kupci za nezveřejněnou cenu.

### Cestovní ruch
Od roku 1992 barmská vláda podporuje cestovní ruch. Do roku 2008 zemi ročně navšívilo v průměru kolem 750 000 turistů.  V posledních letech došlo k podstatnému růstu. V roce 2012 zemi navštívilo 1,06 milionu turistů  a očekává se, že nárůst bude pokračovat.
Cestovní ruch je tedy rostoucím odvětvím ekonomiky Barmy. Barma má rozmanité turistické atrakce a mnoho leteckých společností mají do Barmy přímé lety. V tuzemsku provozují lety také domácí a zahraniční letecké společnosti. V Yangonu také kotví výletní lodě. Pozemní vstup s hraničním průchodem je povolen na několika hraničních přechodech. Vláda vyžaduje platný cestovní pas se vstupním vízem pro všechny turisty a podnikatele. Od května 2010 mohou zahraniční obchodní návštěvníci z jakékoli země požádat o vízum při příjezdu na mezinárodní letiště v Rangúnu a Mandalay, aniž by se museli předem domluvit s cestovními kancelářemi.  Turistické i obchodní vízum platí 28 dní, lze je prodloužit o dalších 14 dní pro soukromé účely a tři měsíce pro obchodní účely. Cestování Barmou s osobním průvodcem je velmi populární. Cestující si mohou najmout průvodce prostřednictvím cestovních kanceláří.

Před rokem 2012 byla země pro turisty do značné míry omezena. Probíhaly zde velmi přísné kontroly, aby nedocházelo k přílišné interakci mezi domorodci a cizinci. Místní obyvatelé nesměli pod trestem odnětí svobody diskutovat s cizinci o politice. Od roku 2012 se Barma otevřela turistům i zahraničnímu kapitálu, což je symbolem pro přechod země k demokracii.

### Infrastruktura
Na summitu o Myanmarské infrastruktuře v roce 2018 se konstatovalo, že Myanmar má naléhavou potřebu „překonat své mezery v infrastruktuře“. Předpokládané výdaje činí 120 miliard USD, které by financovali infrastrukturní projekty do roku 2030. Barma by měla řešit konkrétně tři hlavní výzvy pro následující roky: 1) Modernizace silnic a integrace se sousedními silnicemi a dopravními sítěmi; 2) Rozvoj regionálních letišť a rozšíření stávající kapacity letišť; 3) Údržba a konsolidace infrastruktury městské dopravy prostřednictvím splátek inovativních dopravních nástrojů, mimo jiné včetně vodních poplatků a klimatizovaných autobusů. Myanmar musí rozšířit svoji základní infrastrukturu, jako je doprava, napájení a veřejné služby. 